# San Juan Bautista (Paraguai)
San Juan Bautista é um município do Paraguai e capital do Departamento Misiones. Possui uma população de 18.441 habitantes. Sua economia é baseada na agricultura e no ecoturismo.

## Transporte
O município de San Juan Bautista é servido pelas seguintes rodovias:
- Ruta 04, que liga a cidade ao município de Paso de Patria (Departamento de Ñeembucú).
- Ruta 01, que liga a cidade de Assunção ao município de Encarnación (Departamento de Itapúa).[1][2][3]